# Прича о бисеру
Прича о бисеру је једна од Исусових кратких алегоријских прича, која велику вредност небеског царства пореди са бисером.
Забележена је у канонском јеванђељу по Матеју и неканонском јеванђељу по Томи. Ове две верзије се донекле разликују. Код Матеја прича о бисеру непосредно следи причу о скривеном благу, која је сличне тематике.

## Прича

### По Матеју
Јеванђеље по Матеју наводи следеће Исусове речи:

### По Томи
Јеванђеље по Томи наводи следеће Исусове речи:

## Тумачења
Ова парабола се уобичајено тумачи као илустрација велике вредности небеског царства (бисери су у то време имали знатно већу вредност него данас), и тако има заједничку тематику са причом о закопаном благу.
Драгоцени бисер је „посао живота“ за трговца у причи. Међутим, његова трговина је подразумевала одрицање од све остале робе. Стога они који не верују у царство небеско довољно да целу своју будућност положе на то су недостојни царства.
У апокрифним Делима Петра и дванаесторице апостола, пронађеним заједно са Томиним јеванђељем у библиотеци Наг Хамади, постоји прича о путујућем трговцу бисерима за којег се на крају открива да је Исус.